# Unbreakable (chanson de Sinplus)
Pour les articles homonymes, voir Unbreakable.
Unbreakable ("Incassable") est une chanson interprétée par le groupe Sinplus et représentant la Suisse au Concours Eurovision de la chanson 2012 à Bakou, en Azerbaïdjan.

## Eurovision 2012
La chanson est sélectionnée le 10 décembre 2011 lors d'une finale nationale.
Elle participe à la première demi-finale du Concours Eurovision de la chanson 2012, le 22 mai 2012.